# 莫尔豪斯堂区 (路易斯安那州)
莫尔豪斯堂區（英語：Morehouse Parish）是位於美國路易斯安那州北部的一個堂區，北鄰阿肯色州。面積2,085平方公里。根據美國2000年人口普查，共有人口31,021人。治所巴斯特羅普 （Bastrop）。
成立於1807年3月31日。堂區名紀念當地早期的殖民者亞伯拉罕·莫尔豪斯（Abraham Morhouse，縣名的「e」為後加）。